# گمینا اوشلسکو
گمینا اوشلسکو (به لهستانی:  Gmina Osielsko) یک گمینا در لهستان است که در شهرستان بیدگوشچ واقع شده‌است. گمینا اوشلسکو ۱۰۲٫۸۹ کیلومتر مربع مساحت و ۱۲٬۲۳۹ نفر جمعیت دارد.